# Sergio Tu
Sergio Tu (杜志濠S, Dù ZhìháoP; Taipei, 24 febbraio 1997) è un ciclista su strada taiwanese che corre per il team Bahrain Victorious.
Professionista dal 2023, specialista delle cronometro, dopo Feng Chun Kai è diventato il secondo ciclista taiwanese della storia ad entrare in una formazione World Tour, in questo caso sempre la Bahrain Victorious.

## Carriera
Inizia la carriera da Under-23 nel 2016 con il team danese Giant Scatto (patrocinato dal telaista taiwanese Giant), e nel 2018 passa al Development Team Sunweb, squadra di sviluppo del Team Sunweb. Nel 2019 si trasferisce al CCC Development Team, formazione di sviluppo del Team CCC, sempre su telai Giant. Sia nel 2018 che nel 2019 partecipa alla cronometro Under-23 dei mondiali; al secondo anno si piazza secondo nella cronometro Under-23 ai campionati asiatici in Uzbekistan, battuto dal solo Evgenij Fëdorov.
Il 1º gennaio 2020 passa alla formazione Continental spagnola Equipo Kern Pharma (telai Giant), ma a causa della pandemia di COVID-19 è sostanzialmente inattivo, come anche nel 2021. Nel 2022 riprende l'attività agonistica e viene ufficializzato il suo passaggio alla Continental italiana Cycling Team Friuli, supportata dall'azienda taiwanese di biciclette Merida. Nel 2023, dopo l'addio di Feng Chun Kai dalla Bahrain Victorious, viene messo sotto contratto per due anni dalla stessa formazione bahreinita, anch'essa attiva su telai Merida.
Fa il suo esordio nel World Tour nel 2023 alla Eschborn-Francoforte dove, dopo essere andato inizialmente in fuga, si ritira. Un mese dopo è medaglia d'argento Elite a cronometro ai campionati asiatici in Thailandia, battuto ancora da Fëdorov.

## Palmarès

### Strada
- 2023 (Bahrain - Victorious, una vittoria)

Campionati taiwanesi, Prova a cronometro

## Piazzamenti

### Competizioni mondiali
- Campionati del mondo

Innsbruck 2018 - Cronometro Under-23: 44º
Yorkshire 2019 - Cronometro Under-23: 40º

### Competizioni continentali
- Campionati asiatici

Manama 2017 - Cronometro Under-23: 5º
Manama 2017 - In linea Elite: ritirato
Taškent 2019 - Cronometro Under-23: 2º
Taškent 2019 - In linea Under-23: 36º
Rayong 2023 - Cronometro Elite: 2º
Rayong 2023 - In linea Elite: 63º
- Giochi asiatici

Hangzhou 2023 - Cronometro: 5º
Hangzhou 2023 - In linea: 22º